# Namakan Lake
Der Namakan Lake ist ein See an der Grenze zwischen den Vereinigten Staaten und Kanada.

## Lage
Der Namakan Lake liegt innerhalb des Voyageurs National Parks. Er hat eine Fläche von 97,4 km². Der Abfluss des Namakan Lake über zwei Arme nördlich und südlich der Kettle Island in den nördlich gelegenen Rainy Lake wird reguliert.
Der Namakan Lake ist aufgrund dieser Abflussregulierung Teil des so genannten Namakan Reservoirs, zu welchem noch die folgenden Seen zählen: Crane Lake, Kabetogama Lake, Little Vermilion Lake und Sand Point Lake. Wichtige Zuflüsse sind der Namakan River sowie der Vermilion River, welcher über die südlich gelegenen Seen Crane Lake und Sand Point Lake dem Namakan Lake zufließt. Westlich grenzt der Kabetogama Lake an den Namakan Lake.

## Seefauna
Der Namakan Lake ist ein beliebtes Ziel für Hobbyfischer. Im See werden folgende Fischarten gefangen: Glasaugenbarsch, Hecht, Schwarzbarsch, Kanadischer Zander und Schwarzflecken-Sonnenbarsch (Black Crappie).